# Кясперт, Йоханнес Юрьевич
Кясперт Йоханнес Юрьевич (эст. Johannes Käspert, 21 мая 1886 или 9 мая 1886, Нарва, Санкт-Петербургская губерния — 4 ноября 1937, Ленинград) — русский революционер, деятель революционного движения в Эстонии. Репрессирован.

## Биография
Родился в Нарве в семье рабочего. Окончил Нарвскую начальную и волостную школы.
С 13 лет работал посыльным на Кренгольмской мануфактуре, с 16 лет — бухгалтером на частной фирме. В 1909 году вступил в Нарвский профсоюз, был избран председателем правления.
Член РСДРП (б) с 1912 года.
Один из основателей и издатель большевистской газеты «Кийр» («Луч», 1912—1914) в Нарве, затем вёл партийную работу в Ревеле. В апреле 1916 арестован и выслан в Кустанайский уезд, освобождён Февральской революцией 1917 года.
Избран членом Ревельского комитета РСДРП(б), заведовал изданием большевистских газет в Эстонии. Член исполкома Советов Эстляндского края, комиссар по делам печати. С марта 1918 работал в издательстве газеты «Правда», затем в Наркомнаце.

Члены Совета Эстляндской трудовой коммуны. Слева направо: Х. Пегельман, Я. Анвельт, О. Рястас, Й. Кясперт, М. Тракман, К. Мюльберг и А. Вальнер.

С ноября 1918 член правительства и нарком внутренних дел Эстляндской трудовой коммуны. С 1919 работал в штабе РККА и в органах ВЧК/ОГПУ. С 1925 ответственный секретарь Истпарта ЦК КП Эстонии.
С 1927 на партийной работе в Ленинграде, с 1930 секретарь Эстонской секции Коминтерна в Ленинграде.
Арестован 11 августа 1937 года. Приговорён: Комиссия НКВД и прокуратуры СССР 4 ноября 1937 года, обвинение: 58-1а УК РСФСР. Расстрелян в Ленинграде 11 ноября 1937 года.

## Память
В советское время имя Кясперта носила улица в Таллине (ныне — Сууртюки и Коцебу).